# Triepeolus aguilari
Triepeolus aguilari är en biart som beskrevs av Jesus Santiago Moure 1955. Triepeolus aguilari ingår i släktet Triepeolus och familjen långtungebin. Inga underarter finns listade i Catalogue of Life.